# 上田諏訪連絡道路
上田諏訪連絡道路（うえだすわれんらくどうろ）は、長野県の上田地域と諏訪地域を結ぶ、計画延長約50kmの地域高規格道路としての指定を目指している道路である。
1993年に策定された長野県広域道路マスタープランで、交流促進型の広域道路として松本佐久連絡道路と共に位置づけられ、第2次長野県中期総合計画において、地域高規格道路の構想路線としても位置づけられている。
上田地域広域連合が発表した上田地域広域幹線道路網構想・計画によると、以下のような路線構想である。上信自動車道と上信越自動車道の接続する東部湯の丸インターチェンジ周辺を起点とし、しなの鉄道大屋駅付近から概ね国道152号に並行して丸子地域・長和町を横断し、丸子腰越付近で松本佐久連絡道路と交差する。現在の国道152号長久保交差点付近で和田方面へ曲がり、今度は国道142号に並行して概ね現在の新和田トンネル有料道路と類似した場所を経由する。終点については同計画に示されていない。
本構想が実現すれば、上信越自動車道と中央自動車道を短絡する役割を持つことが想定される。